# Бирман, Илья Борисович
Илья́ Бори́сович Би́рман (род. 10 августа 1984, Челябинск) — российский дизайнер, арт‑директор дизайн-бюро Артёма Горбунова, создатель популярной типографской раскладки, разработчик движка для блогов «Эгея». Создатель справочного сайта «Правила русского языка».

## Биография
Учился в челябинском физико-математическом лицее № 31 и Южно-Уральском государственном университете (приборостроительный факультет, кафедра ЭВМ, закончил в 2006 году). Заняться дизайном Илью сподвигла межпрограммная графика, увиденная им на телеканале Муз-ТВ.

## Профессиональная деятельность

### Дизайн транспортных схем

#### Челябинск
В 2008 году Илья создал схему челябинских троллейбусов и трамваев с географической привязкой к реке Миасс.
В 2015 году Илья Бирман и Александр Караваев разработали схему движения трамваев в Челябинске. Схема стала официальной.

#### Москва
В 2013 году схема линий Московского метрополитена, созданная Ильёй, вошла в тройку финалистов конкурса Департамента транспорта Москвы.
1 февраля 2013 года были подведены итоги голосования:
| Место | Участник                 | Количество голосов | % голосов |
| ----- | ------------------------ | ------------------ | --------- |
| 1     | Студия Артемия Лебедева  | 38 485             | 52        |
| 2     | Илья Бирман              | 19 729             | 27        |
| 3     | Дизайн-центр РИА-новости | 15 874             | 21        |

В мае 2015 года Илья Бирман предложил способ размножения надписей в московском метро, при котором пассажиры могут с любой точки платформы и изнутри поезда узнать, на какой станции они находятся.
Илья — автор официальной схемы пригородных электричек ЦППК.

#### Екатеринбург
В феврале 2016 года Илья Бирман и Павел Омелёхин создали новую схему метрополитена для Екатеринбурга. Помимо названий девяти станций, на схеме предусмотрены географические ориентиры. Схема предназначена для размещения над дверьми поезда.
Факт освещался в СМИ, включая англоязычный портал Transit Maps, но официальной схема пока не стала (по данным на ноябрь 2020 года).

#### Санкт-Петербург
Летом 2019 года Илья Бирман, Егор Попов и Сергей Чикин представили новую схему метро Петербурга. В 2020 году вышла вторая версия. Администрация петербургского метрополитена отвергла идею использования данной схемы.

#### Ташкент

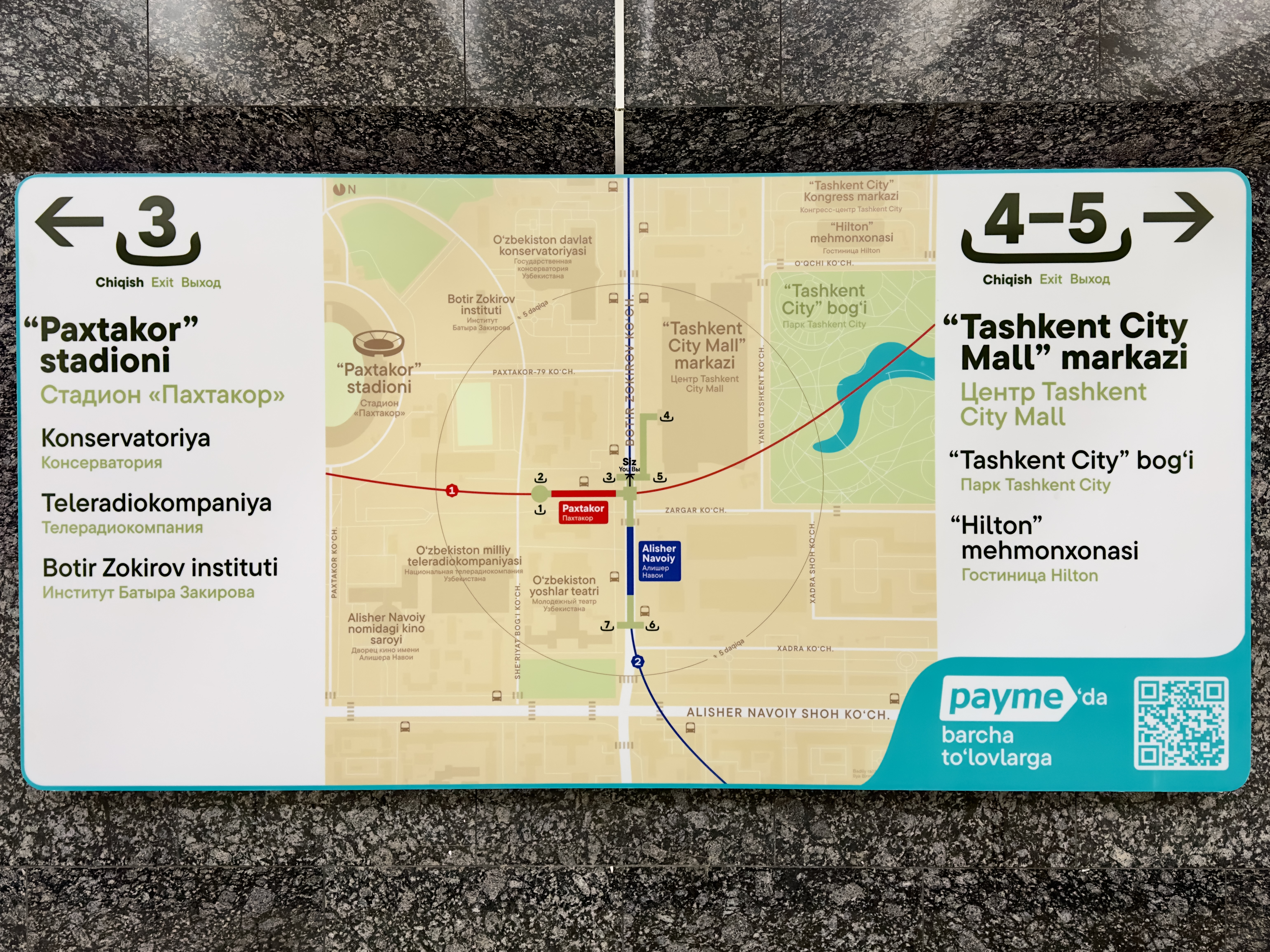
Обновлённая навигация с нумерацией выходов в переходе к станции «Пахтакор», 2024 год

Летом 2024 года на станциях ташкентского метро «Пахтакор» и «Алишер Навои» появилась обновлённая навигация, разработкой которой занимался российский дизайнер Илья Бирман. Впервые введена нумерация входов и выходов из метро. Инициатором проекта выступили TBC Bank и Рayme, на некоторых носителях нанесена их реклама.

### Работа в «Дизайн-бюро Артёма Горбунова»
Илья Бирман — арт-директор бюро, преподаватель курсов о навигации в общественных местах и представлении информации, соавтор «Советов» — рубрики на сайте бюро, предназначенной для обмена знаниями о дизайне продуктов, представлении информации, пользовательском интерфейсе, навигации в общественных местах, об отношениях с клиентами, о технической и юридической сторонах дизайна.
Участвовал в следующих проектах: «Интерфейс билетных киосков ОСМП, «Интерфейс карманного устройства «Эмгизмо», «Навигация по зданию МГИМО, «Онлайн-гейминг „Ворлд Чесс“, «Торговый терминал „Маркетс“», «Карты и гайдлайны Московского марафона, «Вторая версия онлайн-сервиса „Веборама“». Является автором книги «Дизайн транспортных схем Архивная копия от 28 октября 2020 на Wayback Machine» и электронного учебника «Пользовательский интерфейс Архивная копия от 28 октября 2020 на Wayback Machine».

### Преподавание
В школе бюро Илья ведёт курс «Пользовательский интерфейс и представление информации» для дизайнеров, арт-директоров, менеджеров, программистов и редакторов.
В мае 2016 года прочёл лекцию «Понимание задачи» в офисе Rambler&Co.

### Музыка
Илья пишет композиции и делает миксы в стилях пситранс, прогрессив- и текхаус, техно. В пситрансе выступает под именем Ninth Of Kin, а в других направлениях — под своим.
Выступал как диджей в Студии Артемия Лебедева.
Подборки Ильи можно найти на Last.fm.
В основном выступает в челябинском клубе «Гараж» (Garage Underground).

## Примечание
1. ↑  Илья Бирман голосует на выборах в Кнессет, доступные только для граждан Израиля (3 марта 2020).
2. ↑  Персона: Илья Бирман. Аналитическое агентство Тэглайн (2011—2015). Дата обращения: 8 июня 2016. Архивировано 23 октября 2016 года.
3. ↑  Подкаст «42». Выпуск 53. Илья Бирман: «Естественное для меня состояние — это что-то делать». Лайфхакер (8 сентября 2011). Дата обращения: 8 июня 2016. Архивировано 21 апреля 2016 года.
4. ↑  Выпускники. Высшая школа электроники и компьютерных наук ЮУрГУ. Дата обращения: 10 октября 2017. Архивировано 11 октября 2017 года.
5. ↑  Интервью с Ильей Бирманом. Временно.нет (Блог студии «Эстетик дизайн») (29 апреля 2009). Дата обращения: 30 июня 2016. Архивировано 7 августа 2016 года.
6. ↑  Схема челябинских троллейбусов и трамваев. Илья Бирман: проекты (2008). Дата обращения: 8 июня 2016. Архивировано 26 мая 2016 года.
7. ↑  В Челябинске разработана новая схема движения трамваев. TR.ru (Транспорт в России) (3 сентября 2015). Дата обращения: 8 июня 2016. Архивировано 11 августа 2016 года.
8. ↑  Определены финалисты конкурса на новую схему метро. The Village (11 января 2013). Дата обращения: 8 июня 2016. Архивировано 8 августа 2016 года.
9. ↑  В Москве объявлены выборы: голосование за схемы метро от разных дизайнеров. Телеканал Дождь. КОФЕ-БРЕЙК (22 января 2013). Дата обращения: 30 июня 2016. Архивировано 20 февраля 2018 года.
10. ↑  Схема метро Студии Артемия Лебедева победила в народном голосовании. Департамент транспорта города Москвы (1 февраля 2013). Дата обращения: 8 июня 2016. Архивировано из оригинала 17 августа 2016 года.
11. ↑  Дизайнер Илья Бирман предложил способ размножения надписей в московском метро. TJournal (30 марта 2015). Дата обращения: 8 июня 2016. Архивировано 13 августа 2016 года.
12. ↑  Официальная схема московских пригородных электричек ЦППК. ilyabirman.ru. Дата обращения: 11 ноября 2020. Архивировано 18 сентября 2020 года.
13. ↑  Схема метро Екатеринбурга. Илья Бирман: проекты (2016). Дата обращения: 8 июня 2016. Архивировано 29 мая 2016 года.
14. ↑  Известные дизайнеры Илья Бирман и Паша Омелехин нарисовали новую схему екатеринбургского метро. Новости 66.ru (19 января 2016). Дата обращения: 8 июня 2016. Архивировано 28 апреля 2016 года.
15. ↑  Екатеринбург: Илья Бирман нарисовал схему метро. Мир метро (2016). Дата обращения: 8 июня 2016. Архивировано 5 августа 2016 года.
16. ↑  Дизайнер Илья Бирман разработал своеобразную схему метро Екатеринбурга. TR.ru (Транспорт в России) (18 января 2016). Дата обращения: 8 июня 2016. Архивировано 7 апреля 2016 года.
17. ↑  Official Map - Metro Map of Ekaterinburg, Russia by Ilya Birman and Pasha Omelekhin. Transit Maps (26 января 2016). Дата обращения: 8 июня 2016. Архивировано 28 июня 2016 года.
18. ↑  Схема метро Санкт-Петербурга. ilyabirman.ru. Дата обращения: 11 ноября 2020. Архивировано 18 сентября 2020 года.
19. ↑  Администрация петербургского метрополитена отказалась от альтернативной карты станций из-за лишней информации. Собака.ru. Дата обращения: 11 ноября 2020. Архивировано 2 декабря 2020 года.
20. ↑  На станциях метро «Пахтакор» и «Алишер Навои» в Ташкенте появилась обновлённая навигация. Газета.uz. Дата обращения: 21 сентября 2024. Архивировано 2 августа 2024 года.
21. ↑  Советы Ильи Бирмана и Константина Мозгового. bureau.ru. Дата обращения: 11 ноября 2020. Архивировано 28 сентября 2020 года.
22. ↑  Интерфейс билетных киосков ОСМП. Дизайн-бюро Артёма Горбунова (1 февраля 2008). Дата обращения: 30 июня 2016. Архивировано 4 июля 2016 года.
23. ↑  Интерфейс карманного устройства «Эмгизмо». Дизайн-бюро Артёма Горбунова (1 февраля 2008). Дата обращения: 30 июня 2016. Архивировано 9 июля 2016 года.
24. ↑  Навигация по зданию МГИМО. Дизайн-бюро Артёма Горбунова (1 февраля 2008). Дата обращения: 30 июня 2016. Архивировано 11 июля 2016 года.
25. ↑  Онлайн-гейминг Ворлд Чесс. Бюро Горбунова. Дата обращения: 11 ноября 2020. Архивировано 21 октября 2020 года.
26. ↑  Маркетс. Бюро Горбунова. Дата обращения: 11 ноября 2020. Архивировано 28 сентября 2020 года.
27. ↑  Карты и гайдлайны Московского марафона. Бюро Горбунова. Дата обращения: 11 ноября 2020. Архивировано 3 декабря 2020 года.
28. ↑  Дизайн второй версии сайта «Веборама». Дизайн-бюро Артёма Горбунова (15 мая 2009). Дата обращения: 8 июня 2016. Архивировано 4 июля 2016 года.
29. ↑  Илья Бирман. Дизайн транспортных схем. Электронная книга. Бюро Горбунова. Дата обращения: 11 ноября 2020. Архивировано 28 октября 2020 года.
30. ↑  Илья Бирман. Пользовательский интерфейс. Электронный учебник. Бюро Горбунова. Дата обращения: 11 ноября 2020. Архивировано 28 октября 2020 года.
31. ↑  Понимание задачи. Rambler&Co (26 мая 2016). Дата обращения: 9 сентября 2018. Архивировано из оригинала 22 октября 2017 года.
32. ↑  Музыка. Илья Бирман: музыка (январь 2016). Дата обращения: 8 июня 2016. Архивировано 24 мая 2016 года.
33. ↑  Илья Бирман. Студия Артемия Лебедева (26 июня 2007). Дата обращения: 8 июня 2016. Архивировано 7 июля 2016 года.
34. ↑  Ninth of Kin. Last.fm.
35. 1 2  Ilya Birman. Last.fm.